# Condado de Webb

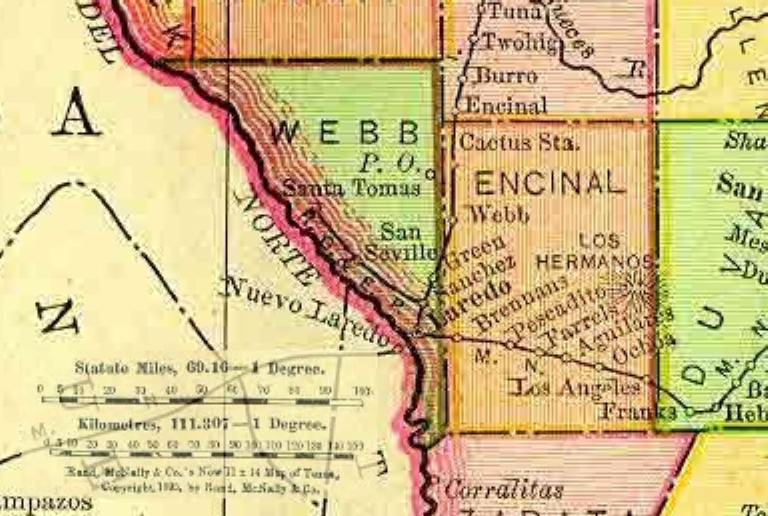
Hasta 1899 lo que es hoy el Condado Webb eran dos condados: Webb y Encinal.

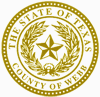
Sello del Condado Webb.

El Condado de Webb está situado en Estado de Texas en Estados Unidos. En el 2000, el condado tenía una población de 193 117 habitantes. En el 2010 su población aumentó a 250 304. Su sede es la ciudad Laredo. El condado de Webb fue nombrado en honor de James Webb, quien sirvió como secretario de Hacienda, secretario de Estado y procurador general de la República de Texas, y juez de distrito de Estados Unidos en el estado de Texas.

## Geografía
Según la Oficina del Censo de los Estados Unidos, el condado tiene un área total de 8743 km² (3376 mi²). 8694 km² (3357 mi²) son tierra y 48 km² (19 mi²) o el (0.55 %) son agua. 

## Demografía
En el censo del 2010, hay 250 304 habitantes, 50 740 casas, y 43 433 familias que residían en el condado. La densidad de población era de 22 hab/km² (58 hab/mi²). Racialmente el 82.16 % son blancos, 0.37 % afroamericanos, 0.47 % son nativos, 0.43 % son asiáticos, 0.02 % isleños del Pacífico, 14.00 % son de otras razas, y 2.54 % son de dos o más razas. El 94.28 % de la población son Hispanos o Latinos. De cada 100 mujeres había 92.90 hombres. Para cada 100 mujeres mayores de 18 hay 87.90 hombres.

## Ciudades
- El Cenizo
- Laredo
- Río Bravo

## Áreas no incorporadas
| - Botines - Bruni - La Presa | - Laredo Ranchettes - Larga Vista - Mirando City | - Oilton - Ranchitos Las Lomas - Ranchos Penitas West |

## Lugares poblados
| - Aguilares - Aguilares Acres Colonia - Antonio Santos Colonia - Cactus - Callaghan - Colorado Acres Colonia - D-5 Acres Colonia - Del Mar East - Gate Acres Colonia - El Cenizo Colonia Number 1 - Fort McIntosh - Four Points Colonia - Hillside Acres Number 1 Colonia - Hillside Acres Number 2 Colonia - Islitas - La Coma Colonia - La Moca Ranch Colonia - La Presa Colonia - Laredo Ranchettes Colonia - Larga Vista Colonia - Las Blancas Colonia - Las Pilas Colonia Number 1 - Las Pilas Colonia Number 2 | - Las Tiendas - Los Altos Colonia - Los Corralitos Colonia - Los Huisaches Colonia - Los Huisaches Number 2 Colonia - Los Minerales Colonia - Los Ojuelos - Los Veteranos 59 Colonia - Los Veteranos 83 Colonia - Minera - Mirando City Addition Colonia - Nye - Old Milwaukee East Colonia - Old Milwaukee West Colonia - One River Place Colonia - Orvil - Palafox - Pescadito - Pueblo East Colonia - Pueblo Nuevo - Pueblo Nuevo Colonia - Ranchitos 359 East Colonia - Ranchitos Las Lomas Colonia | - Ranchitos Las Lomas Number 2 Colonia - Ranchitos los Arcos Colonia - Ranchitos los Centenarios Colonia - Ranchitos los Fresnos Colonia - Ranchitos los Mesquites Colonia - Ranchitos los Nopalitos Colonia - Ranchitos los Veteranos Colonia - Ranchos Penitas West Colonia - Regency Village Colonia - Rio Bravo Annex Colonia - Rio Bravo Colonia - Rodríguez Addition Colonia - San Carlos Number 1 Colonia - San Carlos Number 2 Colonia - San Pablo - San Ramón - Santo Tomás - Sunset Acres Colonia - Tanquecitos South Acres Colonia - Valle Verde Colonia - Village East Colonia - Webb |

## Educación
El Condado de Webb está servido por tres distritos escolares y tres universidades: 
| - Distritos Escolares - Distrito Escolar Independiente Laredo - Distrito Escolar Independiente United - Distrito Escolar Independiente Consolidado Webb | - Universidades - Centro de Ciencias de la Salud de la Universidad de Texas - Colegio Universitario Comunitario de Laredo (2 campus) - Universidad Internacional de Texas A&M |